# Myth: History in the Making
Pour les articles homonymes, voir Myth.
Myth: History in the Making est un jeu vidéo développé et édité par la société britannique System 3, sorti en 1989.
Le concepteur du jeu est Mark Cale, le créateur de la série The Last Ninja (1987). Myth prend la forme d'un jeu d'action 2D à défilement qui mêle de la plates-formes et du combat agrémentés de quelques énigmes. Le joueur incarne un personnage appelé à revisiter les mythologies grecque, nordique et égyptienne pour combattre l'esprit maléfique de Dameron qui menace l'histoire de l'humanité.
Le jeu est à l'origine développé sur les ordinateurs 8-bit Commodore 64, ZX Spectrum et Amstrad CPC, où il rencontre un important succès,. Il est adapté en 1991 sur la console NES, dans une version rebaptisée Conan: The Mysteries of Time, et en 1992 sur l'ordinateur 16-bit Amiga, une version transposée en 1994 sur la console Amiga CD32.

## Système de jeu
Le personnage commence son périple les mains nues mais récupère des armes telles que glaive, boule de feu, dague et hache pour faire face à l'adversité. Les coups bien placés font voler les têtes. Des créatures mythiques imposantes se dressent en chemin et le héros doit retrouver une arme ou un accessoire spécial pour espérer les vaincre. Les énigmes font échos à la mythologie : frapper la statue d'Achille au talon pour récupérer son bouclier, décapiter la Méduse et se servir de sa tête comme d'une arme, etc.
Le jeu contient quatre mondes divisés en deux ou trois sections : la Grèce antique (le royaume d'Hadès, l'île des sirènes Skyros et le temple d'Athéna), l'Europe du Nord (la traversée du Maelström, la forêt de Nídhögg et le domaine d'Ásgard), l'Égypte antique (la vallée des rois, les chambres d'Anubis et le tombeau du pharaon) et le royaume du chaos. Le dernier monde se joue à la manière d'un shoot them up à défilement horizontal.

## Développement
Le concept du jeu est créé par Mark Cale. La version Commodore 64 est programmée par Peter Baron, avec des graphismes de Bob Stevenson et des musiques de Jeroen Tel. Les versions ZX Spectrum et Amstrad CPC sont programmées par Neil Dodwell avec des graphismes de David Dew. Ces versions présentent un level design remanié : certains niveaux sont allongés tandis que la phase de shoot them up disparaît. La version CPC a la particularité d'être amputée de la confrontation finale à Dameron.
La version NES est adaptée sous la licence de Conan le Barbare et le joueur contrôle le personnage éponyme. Le jeu est édité par Mindscape en février 1991 aux États-Unis.
La version Amiga est programmé par Dave Colclough avec des graphismes de Robin Levy et des musiques de Don Howard et des effets sonores de Richard Joseph et Phil Thornton. Cette version reprend le déroulement de la version C64 mais le protagoniste contemporain est remplacé par Ankalagan, un Esprit Chasseur à la silhouette sculpturale apparu de la nuit des temps.